# Melinda Jacques
Melinda Jacques, född Szabó, tidigare Melinda Tóthné Szabó, född 13 oktober 1971 Karcag i Ungern, är en ungersk-fransk handbollsspelare.

## Klubblagskarriär
Melinda Szabó började med handboll i Eger. I slutet av 1980-talet spelade hon för Győri Richards och sedan för Secotex Szeged där hon fick sitt genombrott 1988. 17 år gammal debuterade hon i det ungerska landslaget. Säsongen 1988/1989 kom hon åtta i den ungerska skytteligan med klubben Győri Richards. Hon blev femma i samma skytteliga 1990–1991 i klubben Secotex Szeged. 1991 började hon spela för SC Vasas Budapest och hon vann det ungerska mästerskapet 1992 och 1993. Med Vasas var hon i finalen i Champions League 1994 och Citycupen 1995. Hon spelade kvar i Vasas till 1998.
1998 började hon ett nytt liv: hon skilde sig och flyttade från Ungern för att spela i Frankrike för Metz, och spelade där 1998–2004.2004 efter OS slutade hon sin spelarkarriär. Hon har tränat ungdomslag efter karriären och återvände 2020 till Metz HB där dottern Emma Jacques nu spelar på samma position som högerback.

## Landslagskarriär
Melinda Jacques spelade för Ungern i VM 1993 och blev sjua i mästerskapet. Efter att ha gift sig hette hon Melinda Tóthné Szabó och efter en graviditet missade hon VM 1995 och sedan även OS 1996 i i Atlanta. I båda dessa mästerskap vann Ungern en medalj. Hon var åter med i VM 1997 där Ungern inte lyckades ta medalj. I maj 1998 spelade hon sin sista landskamp för Ungern.
Jacques blev fransk medborgare den 27 juli 2000 och hade fått spelas för Frankrike vid de olympiska spelen 2000 i Sydney. Hon missade OS 2000 på grund av en lårskada. Hennes första officiella tävling för Frankrike blev EM 2000 där valdes in i All Star Team som högerback. Frankrike slutade på femte plats. I januari 2001 tänkte hon avsluta sin karriär 29 år gammal. Hon gifte sig med Pascal Jacques, en före detta fransk landslagsman och födde en dotter i november 2001. Hon var dock vid EM 2002 åter i franska landslaget och vann sin första mästerskapsmedalj, ett brons. Hon blev sedan världsmästare 2003 i Kroatien efter en vinst i finalen mot Ungern. Hon deltog slutligen i de olympiska spelen i Aten 2004, där Frankrike nådde semifinalen, förlorade mot Sydkorea och sedan också förlorade bronsmedaljen till Ukraina.

## Meriter med klubblag
- i EHF Champions League 1994 med Vasas SC
- i Citycupen 1995 med Vasas SC
- i ungerska mästerskapet 1992 och 1993 med Vasas SC
- i franska mästerskapet 1999, 2000, 2002 och 2004 med ASPTT Metz
- i franska cupen 1999 med  ASPTT Metz